# Eve, Psyche & The Bluebeard's Wife
Eve, Psyche & The Bluebeard's Wife（イブ プシュケ アンド ザ ブルービアーズ ワイフ、朝: 이브, 프시케 그리고 푸른 수염의 아내）は、韓国の5人組女性アイドルグループであるLE SSERAFIMによる楽曲。本楽曲は1stスタジオアルバム『UNFORGIVEN』に収録された楽曲で、キャッチーな振り付けと曲調が特徴である。

## 概要
LE SSERAFIMの1stスタジオアルバム『UNFORGIVEN』に収録されたこの曲はイブ、プシケ、青髭の妻の3人の女性のストーリーに絡めたステレオタイプからの脱却を主に歌った楽曲である。
発売当時はデイリーチャートにて121位に入りすぐに順位が後退してしまったものの、後継曲として音楽番組への出演やミュージックビデオのリリースといったプロモーションを行ったことによって50位圏内に再びチャートインした「チャート逆走」曲となっている。
アップテンポかつ歌詞に合わせたキャッチーな振り付けが特徴でTikTokといったSNSではダンスチャレンジやハッシュタグを利用したカバーチャレンジが繰り広げられた。

## 名称と背景
タイトルの「Eve, Psyche & The Bluebeard's Wife」は原語名の「이브, 프시케 그리고 푸른 수염의 아내」と同じく「イブ、プシケ そして青髭の妻」という意味を持っている。韓国では「이프푸（読み: イププ）」と略して表記されることもある。題名にある3人の女性の名前（イブ、プシケ、青髭の妻）はそれぞれ好奇心が高じてタブーを破ってしまった人物を表している。

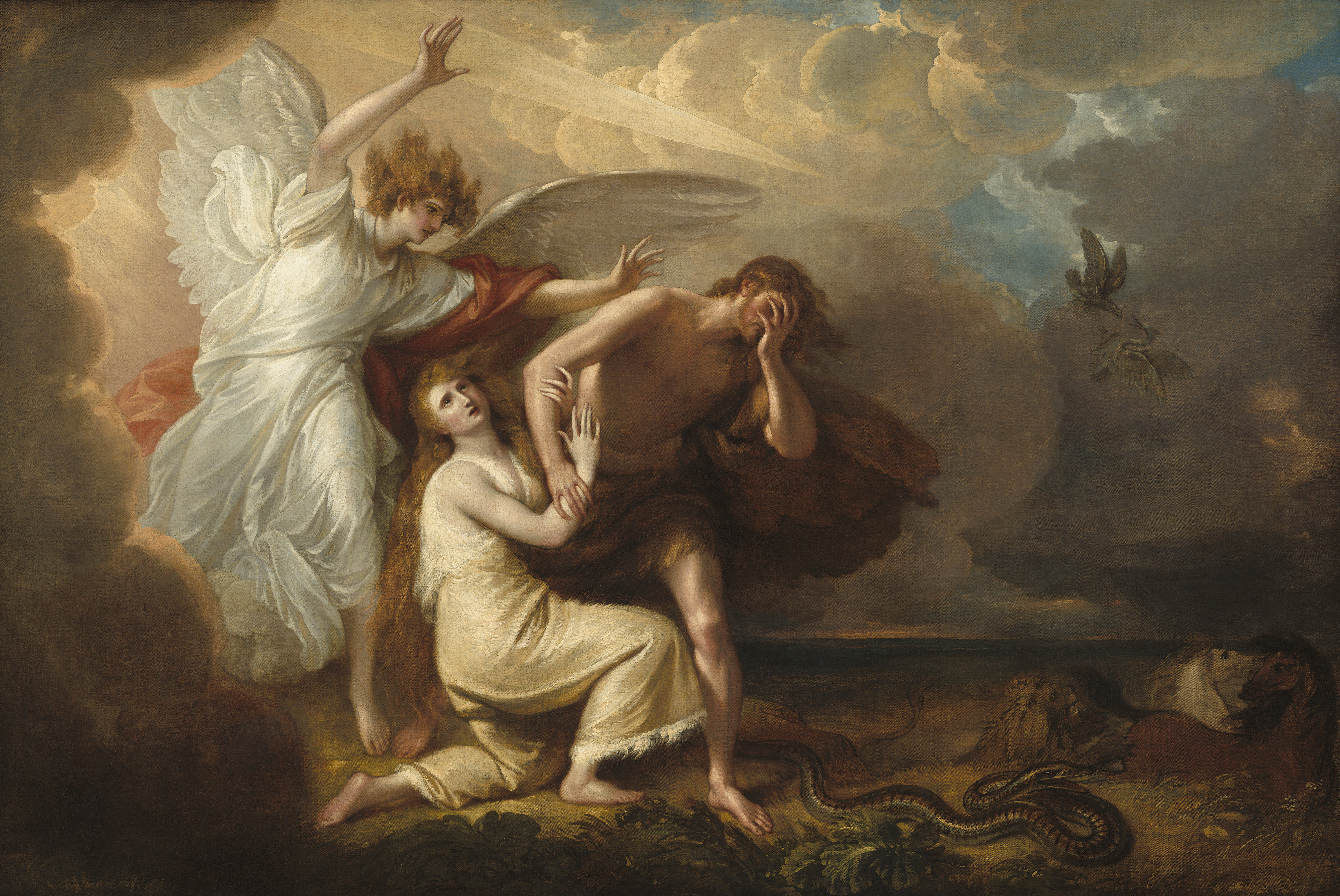
ベンジャミン・ウエストによって描かれた「アダムとイブの追放」

イブは神がタブーとした禁断の果実を食べて物心がつき、楽園追放されてしまう人物である。実際にミュージック・ビデオでアメリカの画家であるベンジャミン・ウエストが1791年に描いた「アダムとイブの追放」の絵が登場する。
プシケはギリシャ神話にて描かれた人物で、夜明けと共に消えるエロースの顔が気になり、タブーを破って灯火を前にして見てしまったことから様々な困難を経験し、最終的に恋を実らせた人物である。プシケはギリシャ語で魂や精神、蝶などの意味を持つ。
青髭の妻はフランスの作家であるシャルル・ペローの童話「青ひげ」の中に登場する人物で、妻は青髭を持った富裕な男性から開けないように指示された扉を開けてしまって命の危機に晒されてしまう。この作品は女性の主体性を生かして、マーガレット・アトウッドやジョイス・キャロル・オーツ、ハ・ソンランなどといった作家によって再解釈されている。

## 音楽性
メインプロデューサーである「13」をはじめとし、ホ・ユンジンやパン・シヒョク、Supreme Boi、Maia Aright、Max Thulin、Benjmn、Gusten Dahlqvist、Arineh Karimi、イ・ヒョンソク、dankeが楽曲プロデュースに参加したこの楽曲はイヴ、プシケ、青髭の妻の3人の女性のストーリーに絡めたジャージークラブジャンルの楽曲である。1990年代にインスパイアされたエレクトロビートを備えたアップテンポな楽曲構成になっており、NMEは「魅力的かつ混沌としている」と評価している。またサビには『ANTIFRAGILE』のアルバムトレーラーにて流れた音楽がサンプリングされている。
歌詞はタブーを破って新しい世界に進むことに対して「成長」の意味を強調・付与しており、自分自身を受け入れてステレオタイプから逸脱することやタブーから脱却することに対して書かれている。

## パフォーマンス
曲の出だしから腕と脚を激しく使う動作で始まる楽曲の振り付けは歌詞に合わせてマリオネットの様に動いたり、リンゴを噛むジェスチャーがあるキャッチーな振り付けになっている。 
サビの振り付けは、記憶に残る様な反復的な動作で一部は真似しやすい動作で構成され、韓国語歌詞が中心になっている1番、2番の振り付けは歌詞のメッセージを伝えることに集中した振付になっている。
TikTokではダンスのキャッチーさからダンスチャレンジが繰り広げられ、K-POPアイドルではNCTのテヨンやATEEZのユノとミンギ、aespaのウィンターなどがチャレンジに参加した。それに関連してタイトルの韓国名である「#이브 프시케 그리고 푸른 수염의 아내」のハッシュタグを使っての投稿が合計で3億5000万回以上の視聴回数を記録している。
パフォーマンスはアルバムの発売日当日に行われたMnet主催のカムバックショーにて初公開され、パフォーマンスがMnet公式YouTubeチャンネルにて投稿されると韓国や日本、アメリカなどといった多数の国と地域のYouTube人気急上昇動画の上位にランクインした。またLE SSERAFIMの公式YouTubeチャンネルではカメラ固定の振り付け動画が公開され、2023年8月現在で約300万回再生を記録している。

## プロモーション
本楽曲は5月24日にミュージック・ビデオを公開し、翌日25日から後継曲として「UNFORGIVEN」のプロモーション活動終了後の短い期間の間「M COUNTDOWN」などといった音楽番組に出演した。また7月1日に日本テレビ系列「THE MUSIC DAY 2023」、9月4日にはTBS「CDTVライブ!ライブ! 2時間スペシャル」でもパフォーマンスが行われた。
SNSでは「#Eve_Psyche_and_ 」と題した楽曲の8小節を、LE SSERAFIMの歌唱パートなしで伴奏だけで構成した音源を公開し、歌やラップ、楽器などの演奏を加えたものをハッシュタグと共にSNSにて投稿するチャレンジが行われた。このチャレンジは主にBIBIやXGのジュリンなどが参加し、それに関連してデミ・ロバートやUPSAHLなどなどといったアーティストとフィーチャリング・コラボしたバージョンも次々と配信形式ででリリースされた。

## ミュージック・ビデオ
これまでBTSのミュージック・ビデオ等を担当したユン・ジヘ監督と統括クリエイティブディレクターのNU KIMが制作に携わったミュージック・ビデオは、だるまさんが転んだをするシーンや廃ビルに照明を加えてクラブのステージの様にした演出、オープニングにはフリッパーズロンドンとアメリカで活動しているスケーターが登場する。

## 評価
NMEは「2023年最高のKPOPソング15選」の一つとしてこの楽曲を選出し、「聴く度中毒性が無限に高まり、KPOPの未来がどのように聞こえるか興味をそそる」と評価した。またDAZEDは収録アルバムのタイトル曲である「UNFORGIVEN」と並ぶもう一つのの傑出したトラックであると紹介した。
LAタイムズの「2023年最高のポップソング40選」ではノミネートされた3曲のK-POP楽曲のうちの一つとして選出された。
7月16日放送のSBS「人気歌謡」では1位を獲得した。

## チャート成績
| チャート名                                          | 最高位 |
| --------------------------------------------------- | ------ |
| ビルボードグローバル200 (Billboard)                 | 66     |
| ビルボードジャパン HOT100 (Billboard JAPAN)         | 22     |
| 週間合算シングル (オリコン)                         | 22     |
| ニュージーランド ホットシングル (RMNZ)              | 28     |
| シンガポール週間 (RIAS)                             | 15     |
| 韓国週間 (サークル)                                 | 2      |
| アメリカ ワールドデジタルソングセールズ (Billboard) | 8      |

デイリーチャートではリリース日の5月1日に121位を記録した後に順位が後退したが、ミュージック・ビデオをリリースした後の5月24日からチャート100位圏内へ進出し、3度の音楽番組への出演と2本の振り付け動画のアップロードがあった1週間の間に34位まで上昇した。

## 楽曲のバージョン

### English Ver.
本楽曲の英語バージョン。ホ・ユンジンが全英語訳を担当。2023年7月6日リリース。

### Feat. UPSAHL
UPSAHLとフィーチャリングしたリミックスバージョン。2023年7月14日リリース。

### RINA SAWAYAMA Remix
RINA SAWAYAMAとフィーチャリングしたリミックスバージョン。2023年7月28日リリース。

### Feat. Demi Lovato
Demi Lovatoとフィーチャリングしたバージョン。8月4日リリース。

## リリース日程
| 地域   | 日程          | フォーマット | バージョン          |
| ------ | ------------- | ------------ | ------------------- |
| 全世界 | 2023年5月1日  | デジタル配信 | 韓国語版            |
| 全世界 | 2023年7月6日  | デジタル配信 | 英語版              |
| 全世界 | 2023年7月14日 | デジタル配信 | Feat. UPSAHL        |
| 全世界 | 2023年7月28日 | デジタル配信 | RINA SAWAYAMA Remix |
| 全世界 | 2023年8月4日  | デジタル配信 | Feat. Demi Lovato   |